# Sunoo
Kim Seon Woo (Hangul:김선우; Suwon, Coreia do Sul, 24 de junho de 2003), mais conhecido como Sunoo (Hangul:선우), é um cantor e dançarino sul-coreano. É membro do boy group sul-coreano ENHYPEN sob o Belift Lab formado pelo reality show de sobrevivência I-LAND.

## Carreira
Em março de 2019, a Belift Lab foi co-fundada pelas empresas de entretenimento sul-coreanas CJ ENM e Hybe Corporation, com planos de criar um novo grupo em 2020. Em 8 de maio de 2020, o canal de televisão Mnet anunciou o programa de competição de sobrevivência I-Land, um empreendimento entre as duas empresas que "acompanha o nascimento de artistas de K-pop da próxima geração". Enhypen foi formado pelo I-Land, estrelando 23 ídolos que estavam sob treinamento da Belift Lab e sendo transmitido semanalmente na Mnet entre 26 de junho e 18 de setembro de 2020, além de distribuído internacionalmente através do canal de YouTube da Hybe Labels. O programa foi dividido em duas partes. Doze competidores da primeira parte se qualificaram para a segunda parte da série. No episódio final, sete membros foram escolhidos dentre os nove finalistas, sendo seis escolhidos por votação global e um pelos produtores.
No final do reality, Sunoo conquistou o oitavo lugar com 935.771 votos, porém foi escolhido pelos produtores como o último membro a fazer parte da formação original do Enhypen, fazendo sua estréia no dia 30 de novembro com Heeseung, Jay, Jake, Sunghoon, Jungwon e Ni-Ki. Eles lançaram um EP intitulado Border: Day One junto com o single principal Given-Taken.

## Vida pessoal
Ele tem uma irmã.
Em agosto de 2022, Sunoo precisou se ausentar temporariamente de algumas atividades com o ENHYPEN por motivos de saúde. 